# Boeing KC-135 Stratotanker
Boeing KC-135 Stratotanker je ameriško štirimotorno reaktivno letalo za prečpravanje goriva v zraku. KC-135 in potniški Boeing 707 sta bila razvita iz prototipa Boeing 367-80. KC-135 je naslednik propelerskega tankerja KC-97 Stratotanker. Z 803 zgrajenimi letali je KC-135 najbolj proizvajan zračni tanker na svetu. Prvi KC-135ji so v uporabi že od leta 1957. 
KC-135 so sprva nameravali uporabljati za prečrpavanje goriva na strateške bombnike, pozneje so ga začeli uporabljati tudi na lovcih in drugih letalih.
USAF poleg KC-135 uporablja tudi večjega trimotornega McDonnell Douglas KC-10 Extender. KC-135 bo z ustreznim vzdrževanjem lahko ostal v uporabi do 2040. V prihodnosti bo dvomotorni Boeing KC-46 Pegasus, ki je baziran na potniškemu 767 nasledil najstarejše KC-135. 
KC-135 je po izgledu podoben 707, ima pa ožji in krajši trup, je pa tudi strukturno drugačen.
Leta 1955 je sicer USAF razglasila tanker verzijo Lockheed L-193 za zmagovalca razpisa. Vendar pa je tistem času KC-135 že letel in tako so naročili 250 KC-135. 
Vsi KC-135 so sprva imeli turboreaktivne motorje Pratt & Whitney J-57-P-59W z 10 000 funti potiska vsak. Z vbrizgavanjem vode pri vzletu je bil potisk 13 000 funtov vsak. Pri vzletu so vbrizgali okrog 2500 litrov vode.
V 1980ih so 157 letal modificirali z motorji Pratt & Whitney TF-33-PW-102, tako je nastala verzija KC-135E, ki je lahko prečrpala 20% več goriva. Pozneje so 500 letal modificirali z turbofan motorji CFM56 (vojaška oznaka F108) v verzijo KC-135R. CFM56 imajo  skoraj 100% večji potisk od originalnih J57. KC-135R je lahko prečrpal 50% goriva kot prvi KC-135.

## Tehnične specifikacije (KC-135R)
Podatki iz USAF Fact Sheet
Splošne karakteristike
- Posadka: 3 pilot, kopilot in operater teleskopske cevi
- Število sedežev: 37 potnikov
- Tovor: 83000 lb (37600 kg)
- Dolžina: 136 ft 3 in (41,53 m)
- Razpon kril: 130 ft 10 in (39,88 m)
- Višina: 41 ft 8 in (12,70 m)
- Površina kril: 2433 ft² (226 m²)
- Teža praznega letala: 98466 lb (44663 kg)
- Naložena teža: 297000 lb (135000 kg)
- Uporaben tovor: 200000 lb (90700 kg)
- Maks. vzletna teža: 322500 lb (146000 kg)
- Pogon letala: 4 × CFM International CFM56 (F108-CF-100) turbofan, 21634 funtov (96,2 kN) vsak
- Maks. gorivo: 200000 lb (90719 kg)

 Zmogljivost 
- Maks. hitrost: 580 mph (933 km/h)
- Potovalna hitrost: 530 mph (853 km/h) na višini 30000 čevljih (9144 m)
- Doseg: 1500 mi (2419 km) z 150000 lb (68039 kg) prenesega goriva
- Največji doseg: 11015 mi (17766 km)
- Višina leta: 50000 ft (15200 m)
- Hitrost vzpenjanja: 4900 ft/min (1490 m/min)